# Áram (gráfelmélet)
Legyen {\displaystyle D=(V,A)} irányított gráf, és legyen {\displaystyle x:A\rightarrow \mathbb {R} } függvény. Minden {\displaystyle S\subset V} halmazra jelölje {\displaystyle \rho _{x}(S)} az x függvény értékeinek összegét az S halmazba lépő éleken, és jelölje {\displaystyle \delta _{x}(S)} az x függvény értékeinek összegét az S halmazból kilépő éleken.
Az {\displaystyle x:A\rightarrow \mathbb {R} } függvény áram vagy áramlás, ha {\displaystyle \rho _{x}(\{v\})=\delta _{x}(\{v\})} minden {\displaystyle v\in V} csúcsra, magyarul, ha teljesíti a megmaradási szabályt.

## Megengedett áram
Legyenek adva a D gráf élein rendre az f,g felső és alsó korlátok (kapacitások). Ekkor, ha minden élen az x áram értékei az f és a g értékei közé esnek, akkor x megengedett áram:
{\displaystyle f(a)\leq x(a)\leq g(a)} minden {\displaystyle a\in A.}
A Hoffman-tétel szerint a D=(V,A) irányított gráfban akkor és csak akkor van megengedett áram, ha {\displaystyle \rho _{f}(X)\leq \delta _{g}(X)} minden {\displaystyle X\subset V} halmazra.
Ha emellett a korlátok még egész értékűek is, akkor van egész értékű megengedett áram.

## Rokon fogalmak

### Folyam
A folyam fogalma hasonlóan definiálható. Adva legyen az s forrás, és a t nyelő, {\displaystyle s,t\in V.} Az {\displaystyle x:A\rightarrow \mathbb {R} } függvény folyam, ha {\displaystyle \rho _{x}(v)=\delta _{x}(v)} minden {\displaystyle v\in V} {\displaystyle v\neq s,t} csúcsra, vagyis a megmaradási szabály a forrás és a nyelő kivételével mindenütt teljesül.
Legyen x áram, és S olyan halmaz, ami tartalmazza az s forrást, de a t nyelőt nem. Ekkor a {\displaystyle \delta _{x}(S)-\rho _{x}(S)} nem függ S választásától.
Ha x áram, akkor teljesül a maximális folyam – minimális vágás tétele:
a megengedett s-t folyamok nagysága egyenlő a δg(S) értékek minimumával, ahol {\displaystyle s\in S,t\not \in S}.
Ha még g egész értékű is, akkor akkor a maximális folyam is választható egész értékűnek.

### Az áram egy általánosítása
Adva legyenek a D irányított gráf csúcsain a b és a p {\displaystyle p\leq b} korlátozó függvények, és {\displaystyle p(v)\leq \rho _{x}(v)-\delta _{x}(v)\leq b(v).}
Ez az általánosítás könnyen visszavezethető az áram feladatra:
Vegyünk hozzá a D irányított gráfhoz egy új s pontot, és vezessünk D minden pontjából egy élt az s pontba. Terjesszük ki a kapacitásfüggvényt: legyen f(vs)=p(v) és g(vs)=b(v). Terjesszük ki az x függvényt is: legyen {\displaystyle x^{1}(vs)=\rho _{x}(v)-\delta _{x}(v)}
Az x függvény akkor és csak akkor teljesíti a feltételeket, ha x1 megengedett áram a kiterjesztett kapacitásokra.

### Moduláris áram
A moduláris áram az áram és a folyam közös általánosítása. Adva legyen a D=(V,A) irányított gráf csúcsainak {\displaystyle z\subset V} részhalmazain az m függvény. Legyen {\displaystyle \lambda _{x}(Z)=\rho _{x}(Z)-\delta _{x}(Z)} moduláris függvény. Az x függvény moduláris áram, röviden m-áram, ha {\displaystyle \lambda _{x}(v)=m(v)} minden {\displaystyle v\in V}-re.

## Alkalmazások
Az áramokat és a folyamokat több probléma megoldásához is felhasználják.

### Tesztfeladat
Adva van egy áramkör, ami n különböző állapotban lehet. Minden állapotból át lehet menni más állapotokba, és minden átmenethez adott hosszúságú idő kell.
A feladat: az áramkör ellenőrzése minél gyorsabban, azaz minél rövidebb idő alatt.
A feladat megoldható a következő módon: tekintsük a D(V,A) irányított gráfot, ahol V az állapotok, A az átmenetek halmaza, és egy él költségfüggvénye az adott átmenet ideje. Ekkor a tesztfeladat megfelel annak, hogy minimális költségű bejárást keressünk D-ben.
Ha a gráf minden pontjába ugyanannyi él megy be, mint amennyi ki, akkor a minimális költségű bejárás egy Euler-bejárás lesz. Különben a feladat áram feladatként fogalmazható át: keressünk egy minimális költségű, egész értékű megengedett áramot az {\displaystyle f\equiv 1} {\displaystyle g\equiv \infty } kapacitásfüggvényekre vonatkozóan.

### Szállítási feladat
Adott k üzem, ami ugyanazt a terméket állítja elő, és adott l fogyasztóhely. Ismerjük a termelőkapacitásokat és az igényeket, és tudjuk, honnan hová milyen kapacitással és költséggel lehet szállítani. A feladat: döntsük el, hogy van- e minden igényt kielégítő szállítási terv, és ha van, akkor elégítsük ki az igényeket a legolcsóbban!
Legyen G(V,E) páros gráf, ahol S jelöli az üzemeket, és T a fogyasztókat. Jelölje q(v) S pontjainak kibocsátóképességét, és jelölje h(v) T pontjainak igényeit.
Irányítsuk meg G éleit S-től T felé. Adjunk hozzá G-hez egy s és egy t pontot. Vezessünk s-ből S minden v pontjába egy q(v) kapacitású élt, és vezessünk T minden v pontjából h(v) kapacitású élt t-be. Az S és a T között vezető élek kapacitásai legyenek az adott utak kapacitásai.
A feladatnak akkor és csak akkor létezik megoldása, ha az így kapott gráfban van {\displaystyle M=\sum {v\in T}h(v)} kapacitású folyam. A költséges változat egy minimális költségű M folyam meghatározását célozza.

### Egyéb alkalmazások
A folyamok és a folyamalgoritmusok segítségével bebizonyítható a Menger-tétel, vagy megoldható a PERT feladat.